# 14040 Андрейка
14040 Андрейка (14040 Andrejka) — астероїд головного поясу, відкритий 23 серпня 1995 року.
Тіссеранів параметр щодо Юпітера — 3,673.